# Bazardüzü
Bazardüzü nebo Bazardüzü dağı (lezginsky Кичӏен сув, rusky Базардюзю) je hora na Kavkaze, rozpínající se na hranici mezi Ázerbájdžánem a Dagestánem (Ruskem). S nadmořskou výškou 4485 metrů je nejvyšším vrcholem Ázerbájdžánu i Dagestánu.

## Zajímavost
Nedaleko vrcholu se nachází nejjižnější místo Ruské federace.